# Omar El-Wakil
Omar El-Wakil (14 de mayo de 1988) es un jugador de balonmano egipcio que juega de extremo izquierdo en el Zamalek SC. Es internacional con la selección de balonmano de Egipto.

## Palmarés internacional
| Campeonato Africano  | Campeonato Africano | Campeonato Africano | Campeonato Africano |
| Año                  | Lugar               | Medalla             |                     |
| -------------------- | ------------------- | ------------------- | ------------------- |
| 2022                 | Egipto              | Medalla de oro      |                     |
| Juegos Panafricanos  |                     |                     |                     |
| Año                  | Lugar               | Medalla             |                     |
| 2019                 | Rabat               | Medalla de plata    |                     |
| Juegos Mediterráneos |                     |                     |                     |
| Año                  | Lugar               | Medalla             |                     |
| 2022                 | Orán                | Medalla de plata    |                     |

## Clubes
| Club       | País   | Año         |
| ---------- | ------ | ----------- |
| Al Ahly    | Egipto | 2014 - 2019 |
| Zamalek SC | Egipto | 2019 - Act. |